# 반월천
반월천(半月川)은 경기도 군포시 속달동 수리산에서 발원하여 화성시 매송면 원리에서 시화호로 유입하는 지방하천이다.

## 하구
반월천의 하구는 경기도 화성시 매송면 야목4리와 안산시 상록구 본오1동이 만나는 부근으로, 이곳은 본래 바닷가였으나 지금은 지속적인 매립 공사가 진행되어 실질적인 바다는 시화호 바깥에 있다. 야목4리(빈정마을)에는 조선 시대 이래로 빈정포(濱汀浦)라는 포구가 있었으며, 1900년을 전후한 시기에 빈정포에는 인천을 거쳐 일본으로 유출할 목적으로 매송면 일대의 곡물이 모여들었다. 1796년 전후의 시기에는 양성군의 옹포(甕浦)와 광주군의 송호(松湖)로 경기도의 물류가 집중되어 빈정포와 그 앞 마을은 쇠락하고 있었는데, 이에 대하여 18~19세기의 실학자 우하영은 저서 《천일록》에서 “충청도 면천 이북에서 경기도 인천 이남 수백여 리 사이에 상선이 정박하는 곳은 오직 옹포·빈정포·송호 세 곳뿐이다. (중략) 이제 만일 관전(官錢)을 급채(給債)해 주어 선주인으로 하여금 빈정촌에 나가 머무르게 하고, 부교(府校) 몇 사람을 옹포와 송호에 파견하여 상선의 출입을 금하게 한다면, 그 형세가 자연 빈정포에 모여들 것이다.”라고 주장하며 빈정포가 다시 성흥하는 방안을 모색하였다. ‘빈정’은 물가라는 뜻으로, 도로교인 반월3교 앞에 옛 협궤 수인선이 지나던 빈정천철교가 남아 있다. 수인선의 개통으로 빈정포에서 싣고 내리던 물자는 점점 철도를 통해 운송하게 되었다.